# Gerhard Richter
Gerhard Richter (tiếng Đức: [ˈʁɪçtɐ]; sinh ngày 9 tháng 2, 1932) là một nghệ sĩ nghệ thuật thị giác người Đức. Richter đã cho ra đời những họa phẩm, đôi khi có cả những bức ảnh và tác phẩm bằng thuy tinh, theo trường phái hiện thực nhiếp và trường phái trừu tượng. Ông được nhìn nhận rộng rãi là một trong những nghệ sĩ đương đại người Đức vĩ đại nhất và một số tác phẩm của ông đã lập kỷ lục về giá trị khi đấu giá.

## Hình ảnh

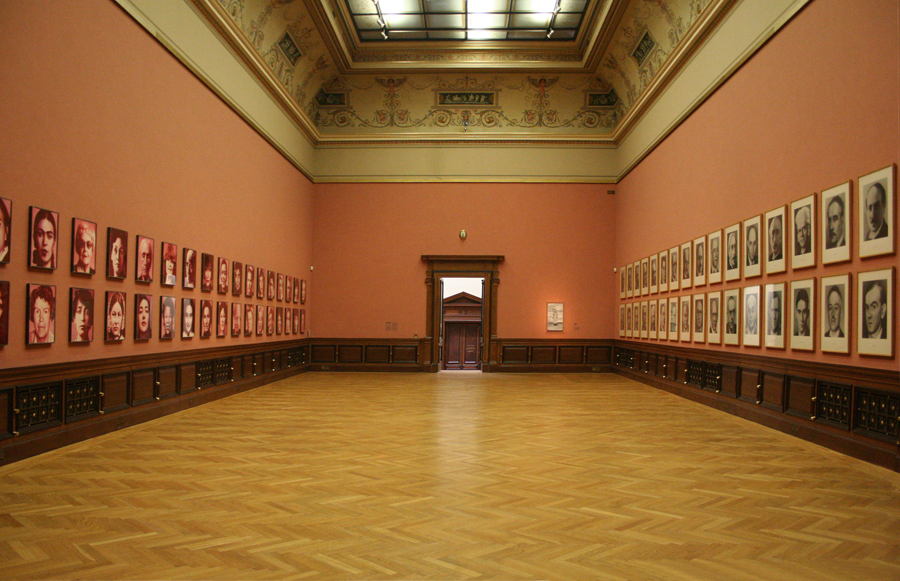
Gerhard Richter, Undeniable Me, 1971/72, 48 tranh chân dung của ông ở bên phải; còn bên trái là các tác phẩm của Gottfried Helnwein, 1991–92
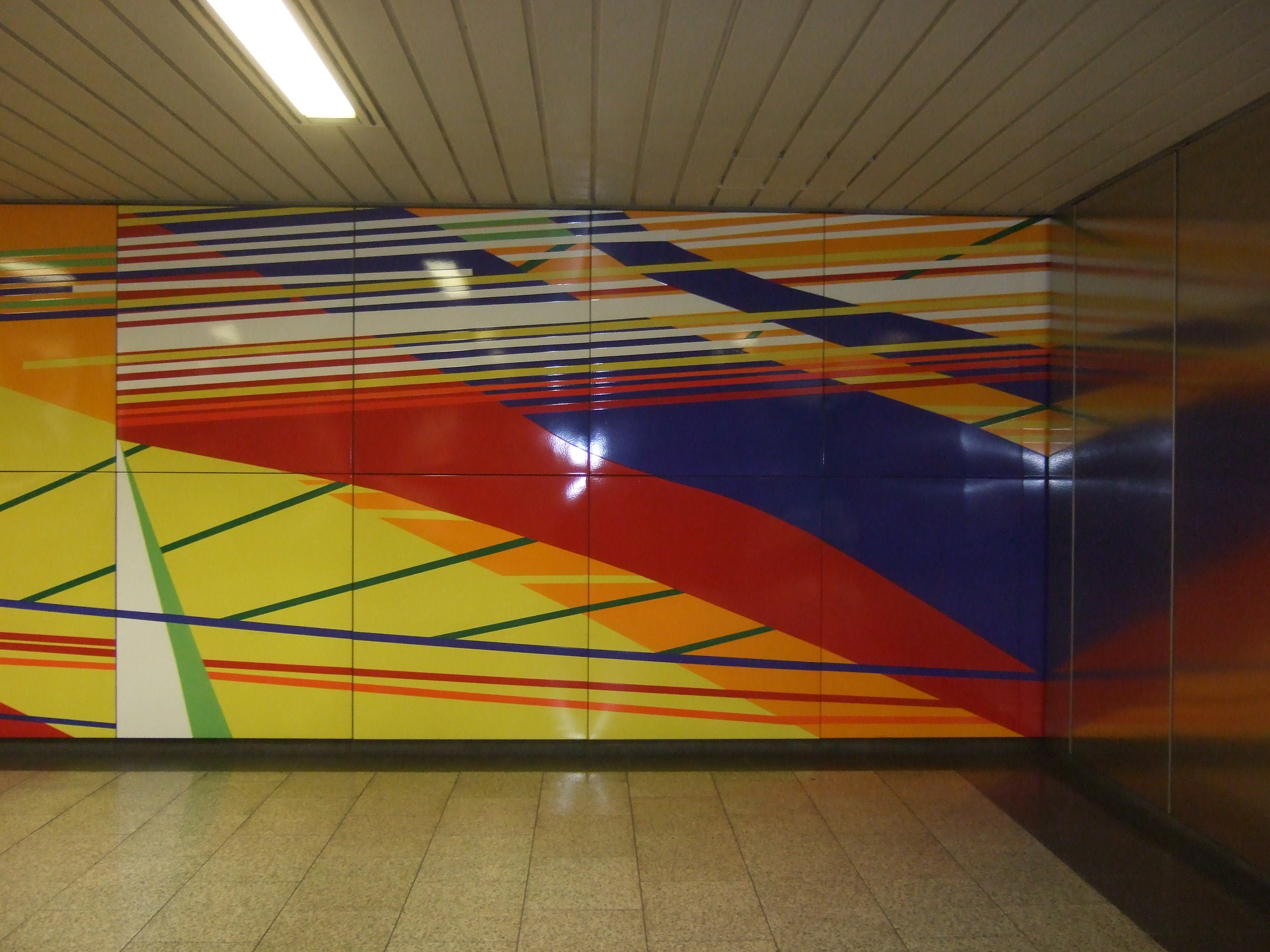
Gerhard Richter & Isa Genzken, Wall-art in underground, Duisburg, 1980–92, trên đĩa men màu
Gerhard Richter, Woods 1., 2005, tranh sơn dầuGerhard Richter, Woods 1., 2005, tranh sơn dầu
Gerhard Richter, Woods 5., 2005, tranh sơn dầuGerhard Richter, Woods 5., 2005, tranh sơn dầu
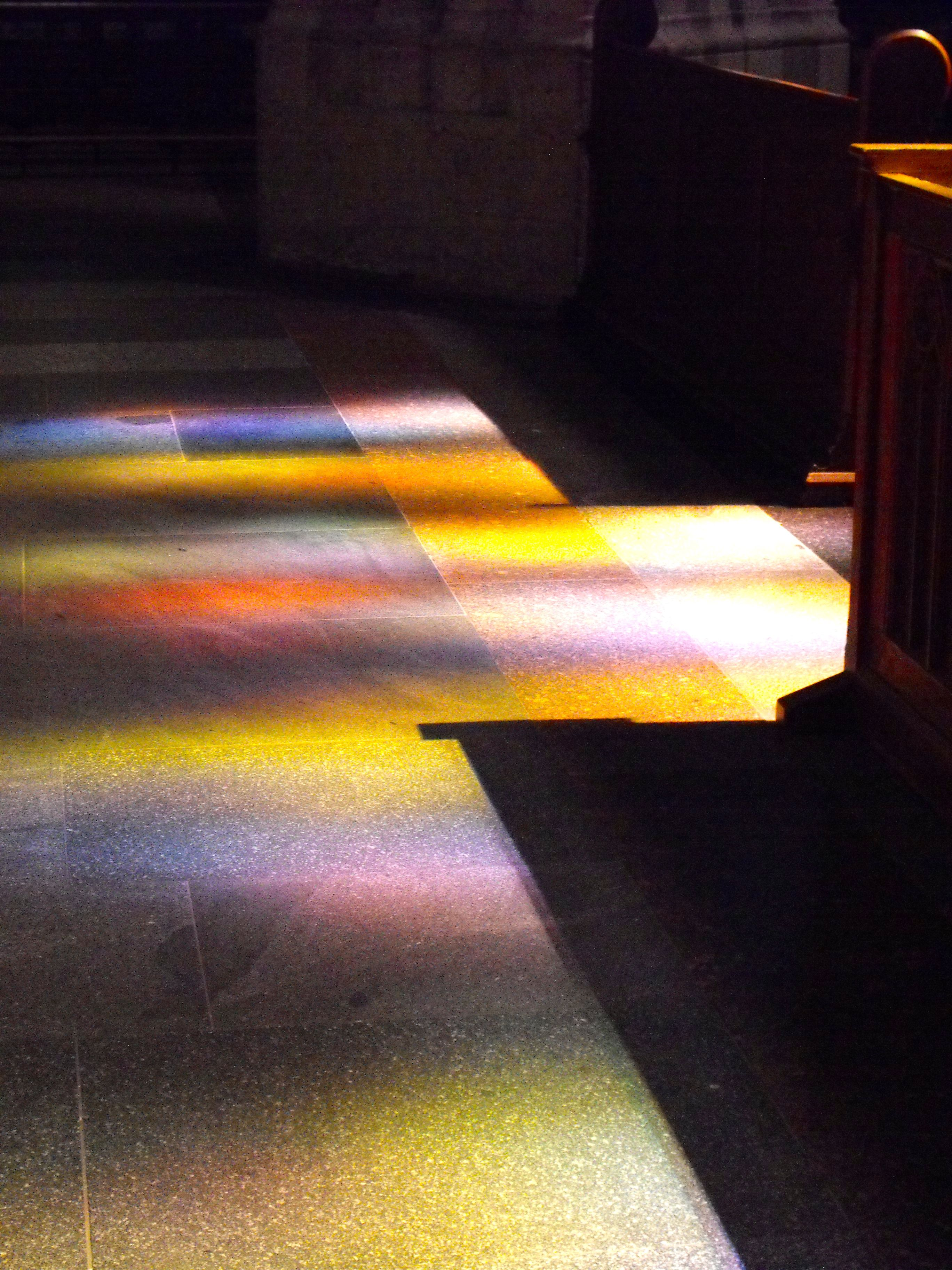
Gerhard Richter, Symphony of Light, c. 2007, ánh sáng phản chiếu từ cửa sổ kính màu trong Kölner Dom